# Mohammed Bey
Pour les articles homonymes, voir Bey.
Mohammed Bey (arabe : أبو عبد اله محمد باشا باي) ou M'hamed Bey, né le 18 septembre 1811 au Bardo et mort le 22 septembre 1859 à La Marsa,, est bey de Tunis de la dynastie des Husseinites de 1855 à sa mort.

## Biographie
Il succède à son cousin Ahmed Ier le 30 mai 1855. Il hérite de Mustapha Khaznadar comme grand vizir mais s'entoure de ministres compétents, comme Kheireddine Pacha ou les généraux Husseïn et Rustum, et de conseillers dévoués, comme Mohamed Bayram IV, Mahmoud Kabadou et Ismaïl Caïd Essebsi. Il est un prince animé des meilleures intentions : bien qu'il penche pour le clan conservateur, il s'engage dans la voie de réformes dès son accession au trône. Ainsi, le 10 septembre 1857 a lieu au palais du Bardo la proclamation solennelle d'un texte appelé Pacte fondamental, en présence du bey et de ses ministres. Cette sorte de constitution instaure une ébauche de droit public. Le préambule de ce pacte porte la déclaration du souverain : 
« La mission que Dieu nous a donnée, en nous chargeant de gouverner ses créatures dans cette partie du monde, nous impose des devoirs impérieux et des obligations religieuses que nous ne pouvons remplir qu'avec son seul secours. Dieu est témoin que j'accepte ses hautes prescriptions pour prouver que je préfère le bonheur de mes États à mon avantage personnel. »

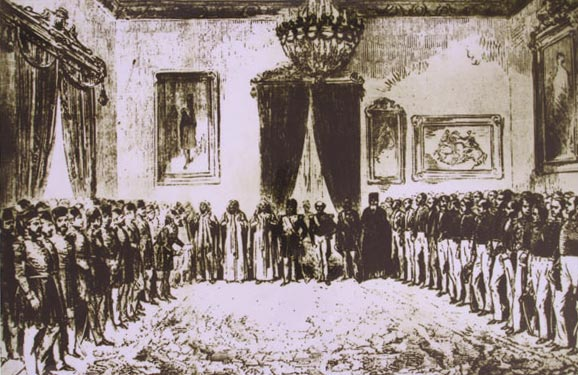
Cérémonie de promulgation du Pacte fondamental le 10 septembre 1857, dans la salle du trône du palais du Bardo. De gauche à droite : les caïds, généraux et hauts fonctionnaires, Ibn Abi Dhiaf — secrétaire particulier du bey — lisant la proclamation, les deux bach-muftis de la régence, Mohammed Bey et son grand vizir, puis le corps diplomatique.

Le Pacte fondamental, souligne la juriste Nazli Hafsia, reconnaît l'égalité devant la loi à tous les habitants du pays (article 3), dont l'obligation fiscale (article 2), et la liberté de croyance et de culte pour les non musulmans dont les juifs (article 4).
Le texte, qui rejette tout privilège au sein de la nation, garantit à tous les habitants, quelle que soit leur religion, les services publics essentiels : sécurité (armée) et justice (tribunaux spécialisés pénaux et commerciaux) ainsi que l'entière liberté en matière industrielle et commerciale tant pour les sujets que pour les étrangers qui voudront s'établir et exercer des activités en Tunisie avec l'obligation de respecter les règlements en vigueur et dans le cadre de conventions bilatérales qui définiront également les conditions d'acquisition, par des étrangers voulant s'installer en Tunisie, de biens immobiliers (articles 10 et 11). Moins d'un an plus tard, le bey, par le décret du 30 août 1858, institue la municipalité de Tunis et le règlement d'expropriation pour cause d'utilité publique.
Le nouveau conseil municipal est composé d'un président, le général Husseïn, d'un vice-président, d'un secrétaire et de douze membres choisis par le bey parmi les notables musulmans de la ville. Nommé général de division de l'armée impériale ottomane en août 1840, il est élevé par le sultan ottoman à la dignité de maréchal le 7 août 1855.
Agrandissant et embellissant considérablement le palais de Dar al-Taj, situé à La Marsa, dont il fait sa résidence favorite, il meurt après seulement quatre ans de règne ; il est enterré au mausolée du Tourbet El Bey situé dans la médina de Tunis.